# آی‌ان‌اس سووارنا (پی۵۲)
آی‌ان‌اس سووارنا (پی۵۲) (به انگلیسی: INS Suvarna (P52)) یک کشتی است که طول آن 101 metres می‌باشد. این کشتی در سال ۱۹۹۰ ساخته شد.